# Sant Climent de la Riba
Sant Climent de la Riba és el conjunt d'església i masia situat en un petit serrat sobre la riera de Merlès, al municipi de Lluçà, a la comarca catalana del Lluçanès.
La comtessa Guisla de Lluçà rebé el lloc, juntament amb l'església, com a dot. L'heretà un dels seus cinc fills, Ermengol, bisbe d'Urgell. Quan morí, els seus marmessors el vengueren al bisbe de Vic, Sunifred II de Lluçà (1037).
Els Lluçà cediren el mas i l'església al monestir de Lluçà i hi pertangué fins al 1878.
Després fou parròquia rural, però avui dia està abandonada. I, tot i que als anys seixanta l'església encara estava en bon estat, la coberta s'acabà ensorrant.
S'hi accedeix per la carretera BV-4341 en direcció a Gironella. Un cop passat el pont sobre la riera de Merlès cal seguir el camí asfaltat i a mà dreta la pista en direcció al mas Vilartimó.
L'església és de nau única, i s'hi accedia per una portalada de mig punt en el mur oest rematada amb una espadanya doble, mig enrunada. Tot sembla indicar que és d'inicis del segle xi.